# Hyacinthe-Louis de Quélen
Pour les articles homonymes, voir Quélen.
Hyacinthe-Louis de Quélen, né à Paris le 8 octobre 1778, et mort à Paris le 31 décembre 1839, est le 125e archevêque de Paris, de 1821 à 1839.

## Biographie
Fils de Jean de Quélen, capitaine de vaisseau du roi et chef d'escadre, originaire de Plouagat, il étudie au collège de Navarre sous la direction de plusieurs précepteurs ecclésiastiques, dont Monsieur Émery.
Ordonné prêtre en 1807 par Jean-Baptiste de Caffarelli du Falga, évêque de Saint-Brieuc, il exerce un an comme vicaire général du diocèse de Saint-Brieuc puis devient secrétaire du cardinal Fesch, archevêque de Lyon, primat des Gaules et oncle de l'empereur Napoléon Ier.
Il regagne l'archidiocèse de Paris, où il est affecté à l'église Saint-Sulpice et aux hôpitaux militaires.
Sous la Restauration, il devient successivement directeur spirituel des écoles de l'archidiocèse, vicaire général de Paris, évêque in partibus de Samosate (de) et coadjuteur du cardinal-archevêque de Paris Alexandre-Angélique de Talleyrand-Périgord, auquel il succède en 1821.
Bon prédicateur et bien en cour auprès des rois Louis XVIII et Charles X, il est élu à l'Académie française le 29 juillet 1824 face à Casimir Delavigne. Dans son discours de réception, c'est avec réalisme qu'il attribue son élection non pas à ses mérites littéraires, fort réduits, mais à son zèle religieux.
Membre de la Chambre des pairs le 31 octobre 1822, il s'oppose à la conversion de la dette nationale au nom des classes moyennes.
En 1822 les Parisiens apprécièrent la grande charité dont il témoigna lors de l'épidémie de choléra.
En bénissant la première pierre de la chapelle expiatoire, il demande — en vain — l'amnistie des conventionnels exilés. Il s'oppose à l'ordonnance de 1828 expulsant les Jésuites.
Pétri de l'esprit d'Ancien Régime, il énonce dans un sermon cette formule restée célèbre : « Non seulement Notre-Seigneur Jésus-Christ était le Fils de Dieu, mais il était d’excellente famille du côté de sa mère,. »
Pendant la révolution de 1830, bien que non partisan des ordonnances de juillet 1830, il subit de violentes calomnies et doit fuir le palais archiépiscopal à deux reprises.
Sous la monarchie de Juillet, il fait quelques avances au nouveau régime mais reste suspect de légitimisme aux yeux de Louis-Philippe.
Les 14 et 15 février 1831, après un service religieux célébrant le onzième anniversaire de la mort du duc de Berry, une émeute provoquée par les Républicains détruit entièrement l'archevêché, jouxtant le flanc sud de la cathédrale Notre-Dame. Cet événement oblige Quélen à s'installer dans le couvent des Dames du Sacré-Cœur, rue de Varenne.
La même année, il se signale par son intransigeance à l'égard de l'abbé Grégoire, mort à Paris le 28 mai 1831 à l'âge de 81 ans. Contraint de vivre dans la retraite, le vieillard ne perçoit aucune pension et a dû vendre sa bibliothèque. Il demeure fidèle au serment prêté en 1791 à la constitution civile du clergé. De ce fait, Quélen ordonne au clergé parisien de lui refuser les derniers sacrements et les funérailles religieuses. Malgré cette interdiction, l'abbé Grégoire reçoit tous les sacrements des mains de l'abbé Guillon. Mais administrés en violation du droit canonique, ils bravent l'interdit prononcé par la hiérarchie ecclésiastique. Toutefois, grâce à l'intervention de La Fayette, deux mille Parisiens peuvent accompagner le défunt jusqu'au cimetière du Montparnasse.
Hyacinthe-Louis de Quélen fait preuve de charité durant l'épidémie de choléra qui ravage Paris en 1832 : il transforme les séminaires en hôpitaux, s'occupe personnellement des malades de l'Hôtel-Dieu et fonde l'Œuvre des orphelins du choléra.

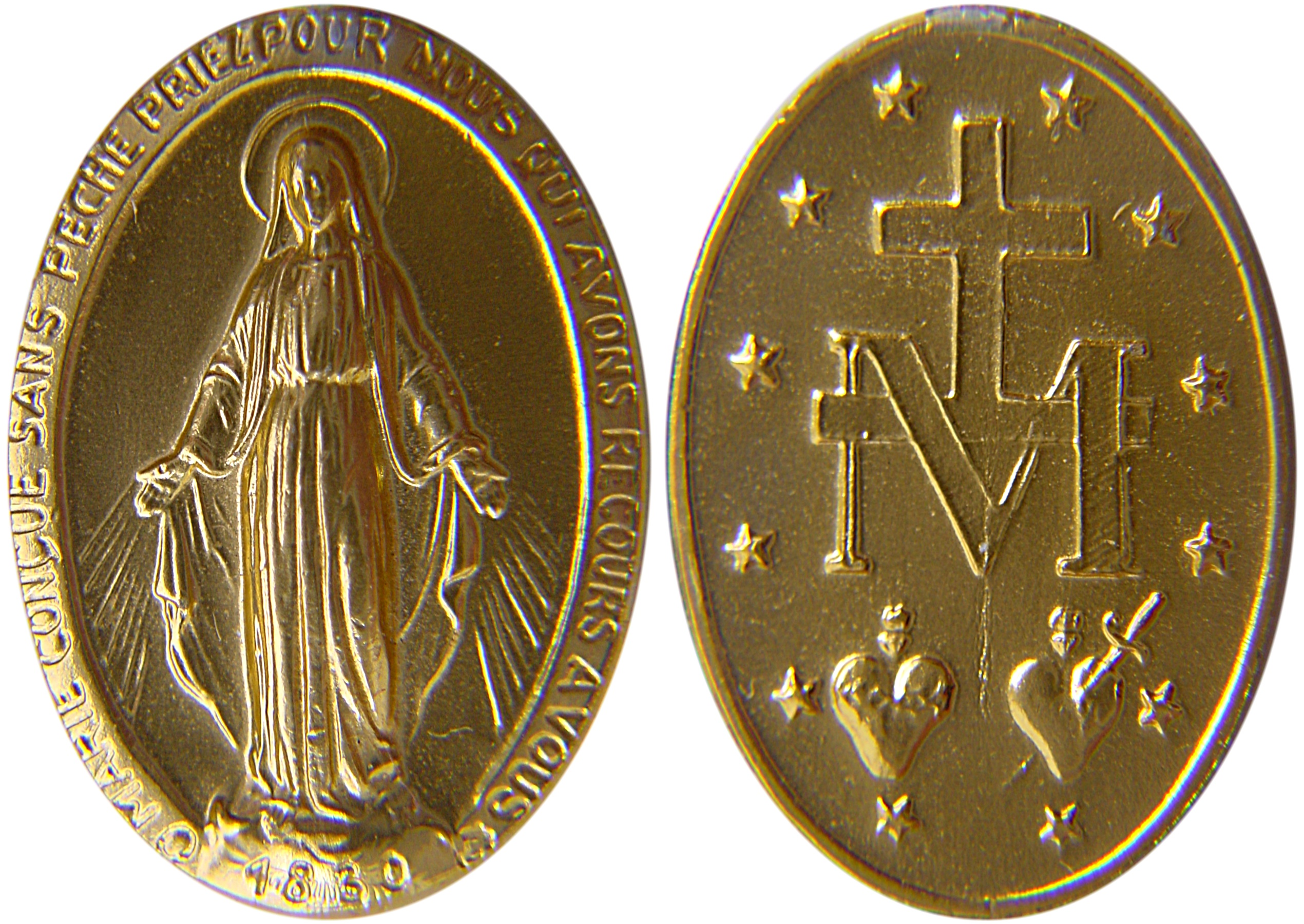
La médaille miraculeuse de la rue du Bac.

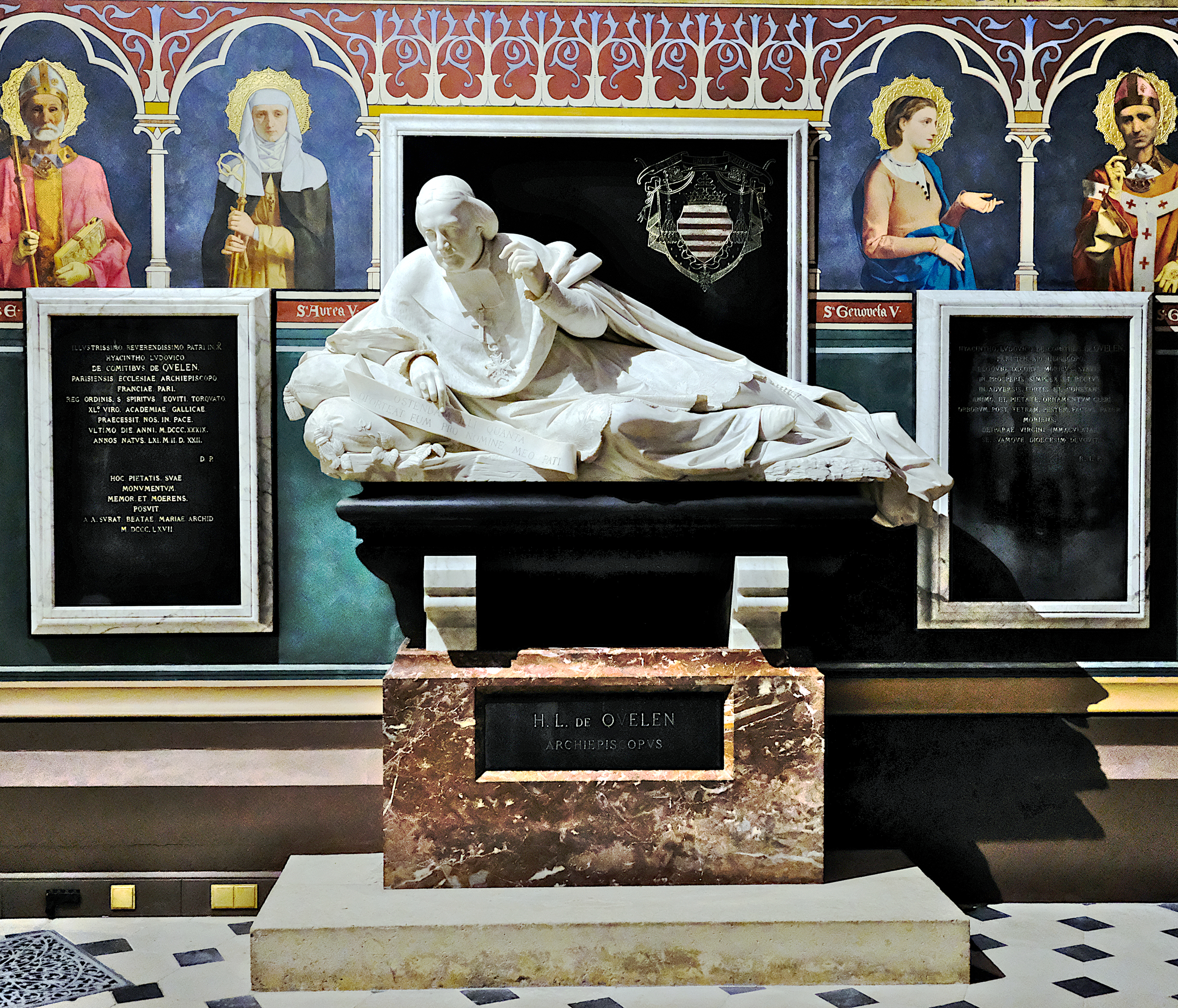
Tombeau du cardinal Hyacinthe-Louis de Quélen.

La même année, il accorde l'autorisation de frapper la médaille miraculeuse.
Il assiste à des cérémonies officielles, tel le baptême du comte de Paris, petit-fils aîné du roi, en 1838. Il préside le Te Deum chanté en l'honneur des armées d'Afrique. S'en tenant à ses devoirs pastoraux, il effectue de nombreuses visites paroissiales, veille à l'instruction religieuse des conscrits et organise le clergé métropolitain.
Il s’éteint le 31 décembre 1839. Sa dépouille est inhumée à Notre-Dame de Paris, dans la chapelle Saint-Marcel.

Le très anticlérical Ernest Renan a écrit de lui : 

« Il m'a laissé l'idée du parfait évêque de l'ancien régime. Je me rappelle sa beauté (une beauté de femme), sa taille élégante, la ravissante grâce de ses mouvements. »

## Succession apostolique
Hyacinthe-Louis de Quélen a ordonné les évêques suivants :
- Évêque Claude-Madeleine de La Myre-Mory (1820)
- Cardinal Paul-Thérèse-David d'Astros (1820)
- Évêque Jean-Baptiste Dubois (1820)
- Évêque Pierre-Alexandre Coupperie, S.M.M. (1820)
- Évêque Charles-Louis Salmon du Châtelier (1822)
- Évêque Claude-Jean-Joseph Brulley de La Brunière (1822)
- Évêque Charles-André-Toussaint-Bruno de Ramond-Lalande (1823)
- Évêque Jean Brumault de Beauregard (1823)
- Évêque Claude-Joseph-Judith-François-Xavier de Sagey (1823)
- Évêque André Molin (1823)
- Archevêque André-Étienne-Antoine de Morlhon (1823)
- Évêque Antoine de Pons de La Grange (1823)
- Évêque Antoine-Xavier de Neirac (1823)
- Évêque Jacques-Alexis Jacquemin (1824)
- Évêque Gilbert-Paul Aragonès d'Orcet (1824)
- Évêque Louis-Sylvestre de La Châtre (1824)
- Évêque Jean-Marie-Dominique de Poulpiquet de Brescanvel (1824)
- Évêque Pierre-Marie Cottret (1824)
- Évêque François-Hyacinthe-Jean Feutrier (1825)
- Évêque Jean-François-Étienne Borderies (1827)
- Cardinal Joseph Bernet (1827)
- Évêque Charles-Jean de la Motte de Broons et de Vauvert (1827)
- Cardinal Louis-François-Auguste de Rohan-Chabot (1829)
- Évêque Charles de Douhet d'Auzers (1829)
- Archevêque Romain-Frédéric Gallard (1831)
- Archevêque Louis-Marie-Edmont Blanquart de Bailleul (1833)
- Cardinal Jacques-Marie-Adrien-Césaire Mathieu (1833)
- Évêque Jean-Louis-Simon Lemercier (1833)
- Évêque Placide-Bruno Valayer (1833)
- Évêque Louis-Charles Féron (1834)
- Archevêque Paul Naudo (1834)
- Évêque Pierre-Louis Parisis (1835)
- Évêque Charles-Thomas Thibault (1835)
- Cardinal Thomas-Marie-Joseph Gousset (1836)
- Évêque Louis-Jean-Julien Robiou de la Tréhonnais (1836)
- Évêque Louis-François Robin (1836)
- Évêque Augustin-Jean Le Tourneur (1837)
- Évêque François Lacroix (eu) (1838)

## Iconographie
Une médaille à l'effigie de Hyacinthe-Louis de Quélen fut réalisée par le graveur Jean-Jacques Barre en 1840. Un exemplaire en est conservé au musée Carnavalet (ND 0439).